# Jabłonowo-Zamek (gromada)
Jabłonowo-Zamek (początkowo Jabłonowo Zamek) – dawna gromada, czyli najmniejsza jednostka podziału terytorialnego Polskiej Rzeczypospolitej Ludowej w latach 1954–1972.
Gromady, z gromadzkimi radami narodowymi (GRN) jako organami władzy najniższego stopnia na wsi, funkcjonowały od reformy reorganizującej administrację wiejską przeprowadzonej jesienią 1954 do momentu ich zniesienia z dniem 1 stycznia 1973, tym samym wypierając organizację gminną w latach 1954–1972.
Gromadę Jabłonowo Zamek z siedzibą GRN w Jabłonowie (początkowo wsi, następnie od listopada 1954 do lipca 1962 osiedlu, wreszcie mieście; w obecnym brzmieniu Jabłonowo Pomorskie) utworzono – jako jedną z 8759 gromad na obszarze Polski – w powiecie brodnickim w woj. bydgoskim, na mocy uchwały nr 24/2 WRN w Bydgoszczy z dnia 5 października 1954. W skład jednostki weszły obszary dotychczasowych gromad Jabłonowo Zamek, Buk Góralski, Buk Pomorski, Kamień, Piecewo i Szczepanki oraz wieś Gorzechówko z dotychczasowej gromady Górale ze zniesionej gminy Jabłonowo II w tymże powiecie. Dla gromady ustalono 25 członków gromadzkiej rady narodowej.
31 grudnia 1959 do gromady Jabłonowo-Zamek włączono obszar zniesionej gromady Bukowiec w tymże powiecie.
31 grudnia 1961 do gromady Jabłonowo Zamek włączono obszar zniesionej gromady Płowęż w tymże powiecie.
1 stycznia 1969 do gromady Jabłonowo-Zamek włączono grunty rolne o powierzchni ogólnej 145,55 ha z miasta Jabłonowo w tymże powiecie.
1 stycznia 1972 gromadę Jabłonowo Zamek połączono z gromadą Konojady, tworząc z ich obszarów gromadę Jabłonowo Zamek z siedzibą Gromadzkiej Rady Narodowej w Jabłonowie w tymże powiecie (de facto gromadę Konojady zniesiono, włączając jej obszar do gromady Jabłonowo Zamek).
Gromada przetrwała do końca 1972 roku, czyli do kolejnej reformy gminnej. 1 stycznia 1973 w powiecie brodnickim utworzono gminę Jabłonowo, w 1992 przemianowaną na gmina Jabłonowo Pomorskie (w latach 1934–1954 istniały dwie odrębne jednostki: gmina Jabłonowo I i gmina Jabłonowo II).